# Njemački okruzi
Okrug (njemački Landkreis, Kreis)  (u saveznim pokrajinama Sjevernoj Rajni-Vestfaliji
i Schleswig-Holsteinu) ili zemaljski okrug (u svim ostalim drugim pokrajinima Njemačke) je prema njemačkom zakonu o samoupravi, savezna općina i područno tijelo. Upravlja svojim područjem prema temeljima/osnovama lokalne samouprave.
U Njemačkoj postoji 107 autonomnih gradova, tri grada-države i 295 okruga. Najveći je Landkreis Mecklenburgische Seenplatte u Mecklenburg-Zapadno Pomorje s 5470,35  - km2, a najmanji Main-Taunus-Kreis u Hessenu s 229,39 km2.
U nadležnosti okruga su primjerice: održavanje lokalnih puteva, građevinske dozvole, nacionalni parkovi, socijalna pomoć, skrb za mladež, bolnice, srednje škole, odlaganje otpada, registracija auta, izbor predstavnika za razinu državnog parlamenta, i druge nadležnosti (kultura, turizam) koje se razlikuju po regijama.

## Pokrajinski poglavar i okružna skupština
Sljedeće institucije postoje u okrugu:
- Okružna skupština, zastupništvo stanovnika u okrugu se bira svaki 5 godina, osim u Bavarskoj, gdje se bira svaki šest godina.
- Pokrajinski poglavar, ovisno od pokrajine, djeluje kao predsjedatelj okružne skupštine tj. okružni odbor i upravitelj okružne uprave
- i u nekim pokrajinama  okružnog odbora.

## Uprava
Uprava okruga i pokrajinsko vijeće svoje sjedište ima u okružnom gradu (glavni grad okruga) u uredu pokrajinskog vijeća, okružna skupština itd. 
Pokrajinsko vijeće pored komunalnih obaveza, preuzima i dužnosti države kao jedna niža državna oblast. U slučaju da okrug ima potpunu lokalnu samoupravu, pokrajinsko vijeće ne radi kao niža državna oblast nego je odgovorna dužnost u samom okrugu. Opći nadzor i posebni nadzor okružnih općina spada pod ovlasti okruga, s time okrug može imenovati upravitelja policije okruga i upravitelja učiteljske službe.
Za pokriće troškova okrug se financira iz okružnih općina.   

## Dužnosti
Okrug i okružne općine imaju blizak partnerski odnos. Dužnosti koje inače grad koji nije u okrugu mora sam obavljati, u okrugu zajedničko se rješava. Ovisno o broju stanovnika, veće okružne općine preuzimaju dodatne dužnosti za manje okružne općine. To znači da okrug preuzima dužnost, pomoći manja i financijskih slabija općina tako da standard u svim općinama bude prilično isti. 
Okrug obavlja sljedeće dužnosti:
- podavanje socijalne pomoći
- organizacija lokalnog prometa
- uređenje i njega zaštitnog područja
- odstranjenje otpada
- odgovoran za spasilačke službe
- obrana požara i katastrofa
- zdravstvo
- nadgledanje hrane
- suzbijanje marvinske pošasti i zaštita životinja
- izdavanje prometne dozvole
- građenje i održavanje ceste okruga
- geodetska mjerenja zemljišta i nekretnina
- vođenje katarskog ureda (samo u nekim pokrajinama)
- skrb i odgoj omladine (za manje općine)
- građevinski nadzor (za manje općine)

## Općine
Svi okruzi u Njemačkoj podijeljene su u više okružne općine. Broj općina u okrugu je različita tako ima zemaljski okrug Ammerland (Rajna-Vestfalija), a okrug Bitburg-Prüm u Donjoj Saski ima 235 općina.

### Posebna imena
Pojedine okružne općine mogu imati posebna imena, koje su dobili radi njihove povijesti ili većine. Primjeri: Grad, Markt (hrv.: tržnica), Flecken (naziv za mjesto između sela i grada), Bergstadt (grad u planini). itd. Sva ta imena nemaju nikako značenje u upravljanju općine ili okrugu.
Neki gradovi u okruzima dobivaju u nekim pokrajnjima poseban status radi njihovog visokog broja stanovnika, s tim statusom gradovi dobivaju nove dužnosti. Procedura dobivanja tog posebnog statusa ovisi o pokrajini, čim grad pređe određen broj stanovnika. Isto tako varira broj stanovnika s kojim gradovi mogu dobiti taj posebni status po pokrajinama.  
Ti gradovi i dalje ostaju u okružnoj zajednici, ali imaju posebno ime, kao na primjer: srednji grad (njem.: Mittelstadt), veliki grad u okrugu (njem.: Große Kreisstadt), veliki samostalno grad u okrugu (njem.: Große selbständige Stadt), srednja okrugu pripadajući grad (njem.: Mittlere kreisanhörige Stadt) ili veliki okrugu pripadajući grad (njem.: Große kreisanhörige Stadt).

### Ujedinjenje općina ispod nivoa okruga
U slučaju ujedinjenja općina, općine nemaju vlastitu upravu. I obavljaju poslove u zajedničkoj upravi.  Ime, ovlasti i svojstva ujedinjenih općina varira od pokrajine do pokrajine. 

### Gradovi koji nisu u okrugu
Postoje gradovi koji ne pripadaju ni jednom okrugu, nego posjeduju vlastiti «gradski okrug» (njem.: Stadtkreis).
Iznimka je regija oko Hannovera, gdje se grad Hannover i prijašnje općine okruga Hannovera ponovo ujedinili. Unatoč tome grad Hannover je sačuvao nekolika prava koje je ima kao grad koji nije vezan uz jedan okrug.

## Zastupanje interesa
Za koordinaciju i političko zastupanje su svi 323 okruga podijeljeni u 13 zemljišna saveza i na razini saveza u Njemačkoj okružnoj skupštini (njem.: Deutscher Landkreistag (DLT)).Ta skupština reprezentira 74% nosača dužnosti,  68 % stanovništva i 96% površine Njemačke. 

## Povijest
Upraviteljska područja u veličini današnjih okruga su u srednjom vijeku bile grofovije. Od 16. stoljeća ujedinilo se slobodni gradovi Svetog Rimskog Carstva
i kneževine većinom ujedinili u takozvane. Reichskreise, koji su imali priličnu većinu današnjih pokrajina. 
Početkom 19. stoljeća pruski državnik Freiherr vom Stein je htio uvesti, po modelu pruske reforme iz 1808., autonomnu upravu građana u seoskim krajevima. Ali se tek 1880tih realiziralo taj prijedlog s prvim okružnim odredbama. Pruska provincija Westfalen (1886.) i Rajnska Provincija (1887.) su prvi uveli nove okružne odredbe. Tijekom stoljeća su ostale njemačke države prihvatili princip podijele okruga iako po drugim imenom. Tek 28. studenog 1938. su svi okruzi dobili ime zemaljski okrug.
U 19. stoljeću i do Prvog svjetskog rata Njemačka je imala oko 1.000 okruga. Površina okruga je bila tolika da okružni poglavar do najudaljenijoj općina može u jednom danu s kočijom se vratiti natrag i obaviti sve potrebne poslove.